# Klaus Malettke
Klaus Malettke, né le 30 mai 1936 à Rastenburg (province de Prusse-Orientale) est un historien allemand. Il est considéré comme l'un des médiateurs  le plus importants entre la France et l’Allemagne sur le terrain de l'histoire à la fin du XXe siècle.

## Publications
- (de) « Publications de et sur Klaus Malettke », dans le catalogue en ligne de la Bibliothèque nationale allemande (DNB).

## Décorations
- Officier de la Légion d'honneur
- Doctorat honoris causa de la Sorbonne[1]
- Ordre du Mérite de la République fédérale d'Allemagne